# Léo Bisiaux
Léo Bisiaux (Fontainebleau, 14 de febrero de 2005) es un ciclista profesional francés que compite con el equipo Decathlon AG2R La Mondiale Team.

## Biografía

### Inicios en el ciclismo y carrera amateur
En la categoría júnior (sub-19), dominó la categoría durante la temporada 2022-2023 de ciclocrós. Logró un "grand slam", convirtiéndose en campeón del mundo, campeón de Europa y campeón de Francia júnior de ciclocrós. También ganó dos carreras y el título general de la Copa del Mundo de Ciclocrós Júnior. En ruta, en 2022, en su primer año como júnior, ganó la medalla de bronce en la prueba de ruta del Campeonato Europeo de Ruta. En 2023 ganó varias carreras por etapas: los Tres Días de Axel, el Giro della Lunigiana y el Gran Premio Rüebliland.

### Carrera profesional
En la temporada 2024, debutó en la categoría sub-23 y se unió al equipo de desarrollo Decathlon AG2R La Mondiale. En febrero, estuvo a punto de conseguir una medalla en el Campeonato Mundial de Ciclocrós sub-23, quedando cuarto. También demostró su potencial en ruta, terminando tercero en la Carrera de la Paz y sexto en el Giro de Italia Next Gen.
En 2025 se unió al equipo Decathlon AG2R La Mondiale de categoría UCI WorldTeam. En agosto consiguió su primera victoria en la tercera etapa de la Vuelta a Burgos y se alzó con el maillot de líder.

## Palmarés
2025
- 1 etapa de la Vuelta a Burgos

## Equipos
- Decathlon AG2R La Mondiale Development (2024)
- Decathlon AG2R La Mondiale Team (2025-)